# Număr poligonal
În matematică, un număr n-poligonal este un număr figurativ N de forma:
{\displaystyle N={\frac {(n-2)k^{2}-(n-4)k}{2}}}, unde n este numărul de laturi ale unui poligon regulat.
Exemple de numere poligonale: numere triunghiulare, numere pătratice, numere pentagonale, numere hexagonale etc. 
Numerele poligonale reprezintă o subclasă a numerelor figurative.

## Definiție și exemple
De exemplu, numărul 10 poate fi aranjat ca un triunghi (vezi numărul triunghiular):
| * · * · * · * · * · * · * · * · * · * |
Dar 10 nu poate fi aranjat ca un pătrat. Numărul 9, pe de altă parte, poate fi (vezi numărul pătrat perfect)::
| * · * · * · * · * · * · * · * · * |
Unele numere, cum ar fi 36, pot fi aranjate atât ca un pătrat, cât și ca un triunghi (a se vedea numărul triunghiular pătrat):  
| * · * · * · * · * · * · * · * · * · * · * · * · * · * · * · * · * · * · * · * · * · * · * · * · * · * · * · * · * · * · * · * · * · * · * · * | * · * · * · * · * · * · * · * · * · * · * · * · * · * · * · * · * · * · * · * · * · * · * · * · * · * · * · * · * · * · * · * · * · * · * · * |
Prin convenție, 1 este primul număr poligonal pentru orice număr de laturi. Regula pentru mărirea poligonului la următoarea dimensiune este extinderea a două brațe adiacente cu un punct și apoi adăugarea laturilor suplimentare necesare între acele puncte. În diagramele următoare, fiecare strat suplimentar este afișat în roșu.

### Numere pătratice
Poligoanele cu un număr mai mare de laturi, cum ar fi pentagonele și hexagonele, pot fi, de asemenea, construite în conformitate cu această regulă, deși punctele nu vor mai forma o rețea perfect regulată ca mai sus.